# Městské autobusové linky v Praze (1925–1951)
Městské autobusové linky Elektrických podniků hl. m. Prahy, později Městských podniků pražských a Dopravních podniků hl. m. Prahy, byly v letech 1925–1951 označovány písmeny.

## Historie
První pražská autobusová linka jezdila přes Malou Stranu v letech 1908–1909, ale pro závažné technické problémy byla zrušena. Po čase město neúspěšně jednalo o zavedení autobusů se soukromými dopravci, zejména Autodopravní akciovou společností.
Už v roce 1923 byla v rozpočtu Elektrických podniků vyčleněna částka na zajištění dopravy do Záběhlic, přičemž se uvažovalo kromě zavedení autobusů i o zavedení trolejbusů nebo akumulátorových autobusů. Před zavedením linky EP jezdila do Záběhlic Autodopravní akciová společnost v hodinovém intervalu. Výběrové řízení na dodávku dvou autobusů bylo vypsáno v roce 1924, 28. listopadu 1924 byla podána žádost o koncesi, kterou však okresní politická správa vydala až 4. června 1925. Jako první v nové éře dějin autobusové dopravy provozované městem tak byla zavedena 21. června 1925 linka A v trase Vršovice – Záběhlice, autobusy vyjížděly z tramvajové vozovny v Libni na Rustonce, jízdní doba 8 minut, délka 3,5 km, interval 20 minut ve špičce a 30 minut mimo špičku (na lince pendloval jen jeden vůz, druhý sloužil jako záloha a vozy se každý den střídaly). Provoz byl jednoslužný, řidič vykonával i funkci průvodčího (stejně jako na později zřízených linkách C a D).
Správní rada EP schválila 12. května 1925 i záměr druhé své autobusové linky, od vyšehradské radnice vyšehradskými branami přes Pankrác do Horní Krče. Protože však již byla postavena vhodnější komunikace na Pankrác než vyšehradské serpentiny, 29. května 1925 městská rada schválila linku v odlišné trase, od nové tramvajové konečné na Pankráci, a až k hranici Prahy, tedy k Zeleným domkům. Linka B začala jezdit 4. října 1925. Na lince B byl dvouslužný provoz (řidič+průvodčí), zpočátku byly na linku nasazovány 2 vozy, od 11. února 1926 byl v ranní špičce přidán třetí, rychlíkový. Tarif byl pásmový, na lince byla 4 pásma. Linka měla zastávky Pankrác – Zelená liška – Bořkova ulice (Zborovská ulice, u dnešního gymnázia Budějovická) – Horní Krč – Krč nádraží – Zelené domky – Kunratice křižovatka (později s názvem Kunratice-Libuš).
Deset dalších nově dodaných autobusů Praga nejprve zajišťovalo 27. a 29. června a 3.–6. července 1926 dopravu na Všesokolský slet na lince z Václavského náměstí na Strahov. Linky C, D a E byly zřízeny v roce 1926 a linka F v roce 1927. Zpočátku byly autobusové linky zaváděny pro obsluhu okrajových částí Prahy a obcí v blízkosti Prahy, zpravidla s návazností na konečné stanice tramvají. Nová daň za autobusovou dopravu překračující hranice obce podle zákona č. 116/1927 Sb. n. a z., o silničním fondu, účinný od 1. října 1927, způsobil, že linky B a F byly zkráceny k hraniční čáře potravní daně a pak od 16. října 1927 prodlouženy opět do původní trasy, když ministerstvo financí vyhovělo žádosti Elektrických podniků o prominutí poplatku. V březnu 1927 Elektrické podniky žádaly o udělení licence pro linku na Zbraslav, ale zemská správa politická 29. listopadu 1927 žádost zamítla s tím, že dopravu dostatečně zajišťují soukromé autobusy, parníky a železnice.
Značná ztrátovost autobusové dopravy byla zřejmě důvodem, proč v následujících letech začaly být zaváděny autobusové linky do centra města. 18. září 1927 byla zavedena linka H z Jungmannova náměstí na Žižkov, 25. listopadu 1928 diametrálně prodloužená na Smíchov, 11. března 1928 vznikla vnitroměstská linka J, linka A byla roku 1929 prodloužena na Můstek a poté až na Malou Stranu.
1. června 1930 udělil magistrát Elektrickým podnikům hromadnou koncesi k provozování 12 diametrálních autobusových linek A, B, C, D, E, G, H, J, K, L, M, N. Ne všechny linky však nakonec podle této koncese skutečně jezdily. Pro úseky linek B a F za hranicemi města platily dosavadní koncese udělené Zemskou správou politickou.
Zákon 198/1932 Sb. n. a z. zavedl od 31. prosince 1932 všeobecnou daň 30 % z jízdného za hranicemi obcí, a to bez možnosti snížení nebo prominutí. Proto byla zcela zrušena linka L do Modřan a linka S do Velké Chuchle, další linky byly zkráceny k čáře potravní daně nebo na nich bylo zvýšeno jízdné o 30 %. Zákon č. 77/1935 Sb. n. a z. s účinností od 1. července 1935 příměstskou dopravu v okolí Prahy zvýhodnil, snížil daň a umožnil ji provozovat bez koncese. Proto bylo obnoveno autobusové spojení do Kunratic, Modřan a Libuše a nově zavedena linka Z na Zbraslav a na linkách E, F a R bylo od 1. ledna 1937 jízdné opět sjednoceno s ostatními linkami.
Od 27. listopadu 1932 zahájily provoz i noční linky (nejprve tři – A, B, C, v roce 1938 další dvě, D a E), které měly centrálu ve stanici Náměstí Republiky. Jezdily v podstatě po trasách tramvají a využívaly převážně tramvajové zastávky.
V důsledku války byla doprava výrazně omezena, zejména koncem války. Všeobecná mobilizace způsobila od 24. září 1938 zrušení 9 ze 17 denních linek a zrušení všech 5 nočních linek. Na začátku října 1938 bylo vypravováno jen 10 vozů místo původních 84. V listopadu 1938 byl provoz obnoven téměř v původním rozsahu až na barrandovskou linku S, která vyjela (ve zkrácené trase Hlubočepy – Barrandov) až v lednu 1939. Od 1. října 1939 byla síť zredukována kvůli nedostatku pohonných hmot, zrušeny byly vnitroměstské linky M a Q a vnitroměstské úseky linek A, H, J, linka Z a všech pět nočních linek. Od 5. května 1940 byly zrušeny linky H a T a zkráceny linky A a R, rozsah provozu byl zkrácen do 21 hodin a na linkách E a S zrušen nedělní provoz, od 1. března 1942 pak byl nedělní provoz zrušen na všech linkách s výjimkou několika spojů na linkách F a I. V zimě 1942/1943 byl obnoven nedělní provoz na linkách B, R, X, od 1. ledna 1943 mohli nedělní dopravu využívat jen lidé se speciálním oprávněním. V roce 1944 kvůli nedostatku náhradních dílů a pohonných hmot jezdilo už jen 15 autobusů na 7 linkách, na jaře 1945 byl na několik dní provoz téměř zcela zastaven po nedostatek svítiplynu. Začátkem května 1945 byl částečný provoz zajišťován již jen na linkách A, E, G, I, P, R. Za pražského povstání od 5. května 1945 byl provoz zcela přerušen.
V prosinci 1938 se krátce objevila autobusová linka č. 26, která nahrazovala zrušenou tramvajovou trať do doby, než zde byly zavedeny trolejbusy.
Okamžitě po skončení bojů byl 14. května 1945 obnoven provoz na prvních čtyřech linkách, později přibývaly další. Roku 1946 byl obnoven rozsah provozu, jaký byl udržován po většinu doby okupace, tedy 16 linek (A, B, C, D, E, F, G, I, J, L, M, N, O, R, S, U, X). Zpočátku jezdily jen ve všedních dnech, od 25. srpna 1946 byl zaveden nedělní provoz na lince J, na konci roku 1946 již jezdilo v neděli 11 linek.
Na konci roku 1951 bylo v souvislosti se zavedením jednotného tarifu, zrušeno písmenné označení linek a nahrazeno trojmístnými čísly autobusových linek.
Autobusové zastávky byly od roku 1928 označovány modrými staničními tabulkami s bílým písmem, roku 1930 byly na nejdůležitějších stanicích v centru umístěny světelné zastávkové sloupky se žlutými skleněnými báněmi.

## Seznam linek
- A Zavedena 21. června 1925 v trase Vršovice – Záběhlice.[2] Zpočátku měla jen tři zastávky: Čechovo náměstí – Na Hrádku (zhruba dnešní V Korytech) a Obecní úřad v Záběhlicích (dnešní U Lípy).[1] Zastávka na Bohdalci byla zřízena v listopadu 1928.[1] Roku 1929 byla linka v rámci nové koncepce autobusové dopravy prodloužena na Můstek, v roce 1930 ke Stavovskému divadlu,[1] později až na Malou Stranu.[2] V neděli 14. září 1930 prodloužena na Hostivařské náměstí (ve 20minutovém intervalu), roku 1931 byla prodloužena kolem Brejchovny (pozdější Maratovo náměstí) k nádraží Hostivař (k Milionu).[5] 1929: Vršovice– Záběhlice – Hostivař. 1937: Vojenské zemské velitelství (Malá Strana) – Hostivař nádraží. V roce 1948 linka v Hostivaři prodloužena, na přelomu let 1951 a 1952 přečíslována na 101.
- B zavedena 4. října 1925 v trase Pankrác – Kunratice.[1][2] 1929: Pankrác – Libuš. Od 31. prosince 1932 kvůli dani z jízdného zkrácena na hranici Prahy, zároveň zavedena nová větev na okraj Libuše, od 1. července 1935 byla opět prodloužena do Kunratic.[2] 1937: Kačerov, koneč. st. el. dr. – Libuš, sokolovna. V roce 1948 linka v Libuši prodloužena, mezi lety 1948 až 1951 prodloužena do Písnice, na přelomu let 1951 a 1952 přečíslována na 113.
- C Zřízena 10. srpna 1926 (nebo 11. července 1926[6]) v trase Kobylisy – Bohnice.[1][2] Roku 1928 prodloužena do Ďáblic k Novému pražskému hřbitovu.[1] 1929: Ďáblice – Kobylisy – Bohnice. 1937: Kobylisy koneč. st. el. dr. – Bohnice. Na přelomu let 1951 a 1952 přečíslována na 102.
- Č Zřízena 9. ledna 1950 v trase Čimická – Čimice,[6] zpočátku jako větev linky C.[2] Na přelomu let 1951 a 1952 přečíslována na 106.[6]
- D Zřízena 11. července 1926 v trase Žižkovská vozovna – Hrdlořezy – Malešice.[1][2] 1929: Žižkov – Hrdlořezy – Malešice – Strašnice. 1937: Vysočanská silnice – Kolonie – Potravní daň. V roce 1948 prodloužena na Jahodnici, mezi lety 1948 až 1951 prodloužena do Dolních Počernic, na přelomu let 1951 a 1952 přečíslována na 109.
- E Zřízena 1. srpna 1926 v trase ze Smíchova k Waltrovce, 7. listopadu 1926 prodloužena přes Butovice do centra Jinonic a pak jednosměrně zpět dnešní Karlštejnskou a Puchmajerovou ulicí.[1][2] 1929: Smíchov – Jinonice. Zrušena 13. prosince 1930.[6]
- E Zřízena 29. března 1931 v trase Kobylisy – Ďáblice.[6] Od 31. prosince 1932 kvůli dani z jízdného za hranice obce bylo zvýšeno jízdné o 30 % až do konce roku 1936.[2] 1937: Na Stráži – Ďáblice obec. v roce 1947 prodloužena z Ďáblic k Avii Čakovice, na přelomu let 1951 a 1952 přečíslována na 103.[6]
- F Zřízena 24. ledna 1927 v trase Vysočany – Kbely,[6] především kvůli obsluze kbelského civilního letiště, 1. leteckého pluku a Vojenské telegrafní dílny.[1][2] 1929: Vysočany – Kbely. Od 31. prosince 1932 kvůli dani z jízdného za hranice obce bylo zvýšeno jízdné o 30 % až do konce roku 1936.[2] 1937: Vysočany – Kbely křižovatka. mezi lety 1948 až 1951 prodloužena ve Kbelích, , na přelomu let 1951 a 1952 přečíslována na 119[6] (?).
- G Zřízena 6. března 1936 v trase Poděbradova tř. – Fochova tř., zrušena 8. listopadu 1936.[6]
- G Zřízena 1. října 1939 v trase Walterova továrna – Butovice, navazující na novou trolejbusovou linku W, po několika dnech prodloužena přes Vojanku do Košíř[1] Zrušena 1. února 1942.[6]
- G Zřízena 15. února 1943 v trase Nové Strašnice – Hostivař.[6] Na přelomu let 1951 a 1952 přečíslována na 111.[6]
- H 18. září 1927 zavedena v trase Jungmannovo náměstí – Vratislavova ulice (Žižkov),[2] 11. března 1928 prodloužena jednosměrným objezdem do oblasti dnešního Olšanského náměstí, 25. listopadu 1928 pak přes most Legií na Hřebenku.[1] 1929: Olšany – Jungmannovo nám. – Na Šumavě (Smíchov). 1937: Smetanovo náměstí – Hřebenka Švédská ulice (– Strahovský stadion). Zrušena 5. května 1940.[6]
- H Zřízena 3. září 1951 v trase Zlíchov – Hlubočepy.[6] Na přelomu let 1951 a 1952 přečíslována na 104.[6]
- I Zřízena 16. července 1938 v trase Vozovna Vokovice – Letiště.[6] Na přelomu let 1951 a 1952 přečíslována na 108.[6]
- J Zřízena 11. března 1928 v trase Malvazinka – Těšnov, v srpnu 1928 dočasně zkrácena na Staroměstské náměstí.[1] 1929: Těšnov – Malvazinky. 1937: Zoo-Troja – Butovice. Na přelomu let 1951 a 1952 přečíslována na 112.[6]
- K Zřízena 14. prosince 1928[6] v trase Michle – Spořilov. Zrušena 5. listopadu 1929.[6]
- K Zřízena 1. července 1930 v trase Staré Dejvice – Sv. Matěj.[1] Od 29. srpna 1936 převzala toto označení první pražská trolejbusová linka Střešovice – Sv. Matěj.
- K Zřízena 17. září 1951 v trase Nové Strašnice – Hostivař.[6] Na přelomu let 1951 a 1952 přečíslována na 116.[6]
- L Zřízena 18. října 1920 v trase Braník – Hodkovičky.[6] V trase do Modřan zrušena od 31. prosince 1932 kvůli dani z jízdného za hranice obce.[2] Zrušena 13. února 1933.[6]
- L Zřízena 22. dubna 1934 v trase Kačerov – Lhotka, zrušena 7. listopadu 1936.[6]
- L Zřízena 8. listopadu 1936 v trase Lhotka – Ledárny.[6] 1937: Braník koneč. st. el. dr. – Lhotka, u koupadel. Na přelomu let 1951 a 1952 přečíslována na 121.[6]
- M Zřízena 27. října 1929 v trase Na Harfě – Hloubětín, zrušena 14. června 1931.[6]
- M Zřízena 17. ledna 1932 v trase Malá Strana – Žižkov.[6] 1937: Žižkov vozovna – Hřbitov na Smíchově (před válkou) Zrušena byla 1. října 1939[6] v souvislosti se zavedením trolejbusové tratě do Jinonic, v tomto úseku byla nahrazena trolejbusovou linkou W.
- M Zřízena 9. května 1946 v trase Zahradní Město – U továren,[5][6] na přelomu let 1951 a 1952 přečíslována na 118.[5][6]
- N Zřízena 3. srpna 1920 v trase Zámečnice – Motol.[6] Od 31. prosince 1932 kvůli dani z jízdného zkrácena u Bílého beránka na hranici Prahy. 1937: Košíře, Na Zámečnici – Háj (před válkou) Linka zrušena 1. prosince 1937.[6]
- O Zřízena 23. února 1931 v trase Libeň – Prosecká kolonie.[6] V roce 1947 prodloužena z Proseka do Letňan, pak i k Avii Čakovice. Na přelomu let 1951 a 1952 přečíslována na 120.[6]
- P Zřízena 10. srpna 1930 v trase Letná – Sedlec.[6] 1937: Třída krále Alexandra (Vítězné náměstí) – Potravní daň (Sedlec) Zrušena 21. května 1938.[1]
- P Zřízena 3. července 1944 v trase Kačerov – Sociální ústavy, zrušena 20. května 1945.[6]
- P první tangenciální linka, zřízena 5. prosince 1949 v trase Vysočany – Nové Strašnice[6] (podobně jako prvorepubliková linka D). Na přelomu let 1951 a 1952 přečíslována na 115.[6]
- Q Zřízena 30. dubna 1939 v trase Václavské náměstí – Barrandovské terasy, rychlíkový autokar v letní sezóně 1939, dotovaný Ing. V. Havlem, zrušena 1. října 1939[1]
- R Zřízena 5. března 1932 v trase Dejvice – Suchdol.[6] Od 31. prosince 1932 kvůli dani z jízdného zkrácena u Suchdola na hranici Prahy, poté byla linka prodloužena do původní trasy, ale jízdné navýšeno o 30 % až do konce roku 1936. 1937: Třída krále Alexandra (Vítězné náměstí) – Suchdol. mezi lety 1948 až 1951 prodloužena v Suchdole, na přelomu let 1951 a 1952 přečíslována na 107.
- S Zřízena 11. prosince 1932 v trase Václavské náměstí – Velká Chuchle.[6] v trase do Velké Chuchle zrušena od 31. prosince 1932[2] či od 13. února 1933[6] kvůli dani z jízdného za hranice obce.[2]
- S Zřízena 31. ledna 1933 v trase Václavské náměstí – Barrandov.[6] 1937: Václavské náměstí – Barrandov filmový ateliér (před válkou) Když skončilo v roce 1938 omezení dopravy způsobené mobilizací, linka S na Barrandov zůstala zkrácena o vnitroměstský úsek do trasy Hlubočepy – Barrandov.[2] Na přelomu let 1951 a 1952 přečíslována na 105.[6]
- T Zřízena 11. prosince 1932 v trase Bílá hora – Libocká ul., zrušena 5. května 1940.[6]
- U Zřízena 3. května 1935 v trase Kačerov – Kunratice.[6] 1937: Kačerov, koneč. st. el. dr. – Kunratice. Na přelomu let 1951 a 1952 přečíslována na 114.[6]
- W bylo původní označení (1939) trolejbusové linky od Anděla k Walterově továrně[1]
- X Zřízena 1. června 1936 v trase Ledárny – Modřany.[6] 1937: Braník koneč. st. el. dr. – Modřany Ulice Jiřího z Poděbrad. V roce 1947 v Modřanech prodloužena, mezi lety 1948 až 1951 prodloužena do Komořan, na přelomu let 1951 a 1952 přečíslována na 117.[6]
- Z Zavedena 1. června 1936.[1] 1937: Karlovo náměstí – Zbraslav jatky. Zrušena 10. října 1939.[6]

## Noční linky
Od 27. listopadu 1932:
- A Náměstí Republiky – Můstek – Flora – Strašnice[1]
- B Náměstí Republiky – Palmovka – Kolbenova továrna[1]
- C Náměstí Republiky – Újezd – Anděl – Košíře, Zámečnice[1]

Od 1. května 1938:
- D Náměstí Republiky – Strossmayerovo náměstí – Vítězné náměstí – Bořislavka[1]
- E Náměstí Republiky – Václavské náměstí – Tylovo náměstí – Pankrác[1]

## Jízdné
Na linkách zavedených do roku 1927 bylo jízdné odstupňované podle kilometrických pásem, počínaje zavedením linky H bylo počítáno podle počtu mezistaničních úseků (na všechny denní linky byl nový systém rozšířen od 1. května 1932). Tzv. tarifní stanice se však lišily od skutečných mezistaničních úseků, některé mezistaniční úseky se počítaly za několik. Sazby však byly na jednotlivých linkách různé.
Na lince A byl až do konce roku 1925 tarif přestupní provázaný s tramvajovou sítí, od roku 1926 však byl autobusový tarif zcela nepřestupný a oddělený od tramvajového. Od 29. července 1931 byly za určitých podmínek povoleny přestupy mezi autobusovými linkami A, H a J, od 1. ledna 1937 mezi všemi navazujícími autobusovými linkami s výjimkou linky Z a přestupu mezi linkami B a U. Přestupnost zanikla roku 1939 zrušením vnitroměstských a nočních linek. 16. listopadu 1935 bylo zavedeno tzv. kombinované jízdné na linkách K a T, které umožňovalo slevu při přestupech mezi tramvají a autobusem.
Předplatní jízdenky byly poprvé vydány od roku 1937 pro linky X a Z, vždy jednolinkové a pro stanovený úsek linky. Od 1. ledna 1938 bylo na předplatní jízdenky možno využívat libovolné linky a i s přestupem, ale stále pouze pro stanovený úsek. Jízdenky byly měsíční a měly i zlevněnou školskou variantu.